# ソウル西南部連続殺人事件
ソウル西南部連続殺人事件（ソウルせいなんぶれんぞくさつじんじけん）は、2004年2月26日から5月13日までの約5ヶ月の間に大韓民国ソウル特別市冠岳区、九老区、銅雀区、永登浦区などソウル西南部一帯で起こった殺人・放火・暴行事件の総称。13人が死亡し、20人が負傷した。

## 事件の概要

### 2004年の連続殺人
| 発生期日      | 被害者 (太字は死亡) | 発生現場               | 詳細                                                                            |
| ------------- | ------------------- | ---------------------- | ------------------------------------------------------------------------------- |
| 2004年1月14日 | 13歳・男 12歳・男   | 京畿道富川市           | 公園で遊んでいた2人が性的暴行の末、首を締められ殺害                             |
| 2004年1月30日 | 44歳・女            | ソウル市九老区九老洞   | 帰宅途中の女性が負傷                                                            |
| 2004年2月6日  | 24歳・女            | ソウル市東大門区里門洞 | 路地を歩いていた女性が殺害                                                      |
| 2004年2月10日 | 26歳・女            | 京畿道軍浦市           | 牛乳配達の女性が殺害                                                            |
| 2004年2月13日 | 26歳・女            | ソウル市永登浦区新吉洞 | 女性が自宅前で襲撃され負傷                                                      |
| 2004年2月25日 | 29歳・女            | ソウル市永登浦区新士洞 | 娘2人と帰宅したところを玄関で襲われる                                           |
| 2004年2月26日 | 17歳・女            | ソウル市冠岳区新林洞   | 見送りからの帰途中を襲われ、刃物で10数回メッタ刺し（重傷）                      |
| 2004年4月8日  | 25歳・女            | ソウル市永登浦区新士洞 | 女性が自宅前で襲撃される                                                        |
| 2004年4月22日 | 20歳・女            | ソウル市九老区高尺洞   | 女子大生が自宅アパートで刺殺体となって発見、部屋の鍵が挿されていたままだった    |
| 2004年5月5日  | 22歳・女            | ソウル市東大門区徽慶洞 | 女性が数回にわたって刺される（重傷）                                            |
| 2004年5月9日  | 24歳・女            | ソウル市銅雀区大方洞   | ボラメ公園で帰宅中の女子大生が襲われ、救急搬送されるも死亡                      |
| 2004年5月13日 | (朝鮮族)            | ソウル市永登浦区大林洞 | 店主がトイレに用を足したところを脇腹や胸など4か所を刺され、救急搬送されたが死亡 |

永登浦区大林洞での店主殺害事件発生から約2か月後、ソウル20人連続殺人事件の犯人が逮捕された。当初はこれらの事件もこの犯人の仕業と見られていたが、殺害方法の違い（撲殺と刺殺）などから別人の犯行であるとの可能性が強まり、8月4日に京畿道安養市で50歳男性が住居侵入された上に重傷を負ったことから同一犯による線は消えた。

### 2005年以降の殺人・放火
その後犯人は鳴りを潜めていたが、2005年も夏近くになる頃に犯行を再開した。2004年に起きた連続殺人は主に通り魔的な屋外での殺害・暴行・傷害だったが、これ以降は戸締まりがされていない住居に侵入しての犯行になり加えて放火することもしばしばだった。
| 発生期日       | 被害者 (太字は死亡)        | 発生現場             | 詳細                                                                                     |
| -------------- | -------------------------- | -------------------- | ---------------------------------------------------------------------------------------- |
| 2005年4月6日   | 71歳・女 13歳・女          | 京畿道安養市         | 祖母と孫が鈍器で殴られた上に自宅を放火される                                             |
| 2005年4月18日  | 46歳・女 12歳・女          | ソウル市衿川区始興洞 | 就寝中の母娘が鈍器で殴られ重傷                                                           |
| 2005年5月30日  | 43歳・女                   | 京畿道軍浦市         | 牛乳配達の女性がメッタ刺しにされて死亡                                                   |
| 2005年6月4日   | 36歳・女                   | 京畿道光明市         | 住民の女性が鈍器で殴られる                                                               |
| 2005年10月9日  | 44歳・女 40歳・女          | ソウル市冠岳区奉天洞 | 障碍者向け住宅に何者かが侵入、住民と付き添いの介護士が負傷                               |
| 2005年10月19日 | 26歳・女 23歳・男          | ソウル市冠岳区奉天洞 | 姉を暴行の上で絞殺、弟にも重傷を負わせ放火                                               |
| 2006年1月14日  | 7歳・女                    | ソウル市道峰区倉洞   | 明け方に何者かが侵入し女児を暴行しようとするも、父親が目を醒ましたため逃亡し未遂に終わる |
| 2006年1月18日  | 21歳・女 17歳・女 12歳・男 | ソウル市江北区水踰洞 | 次女を殴って暴行し絞殺、放火して長女と長男も犠牲に                                       |
| 2006年3月27日  | 23歳・女 21歳・女 13歳・女 | ソウル市冠岳区奉天洞 | 同じ部屋に寝ていた三姉妹を暴行の末に殴打、2人死亡・1人重傷                               |

江北区の事件では重傷を負いながら生き残った父親に一時嫌疑がかかり、このため自宅や子どもを失ったばかりか妻とも離婚に追い込まれてしまう結果になった。後述する様に真犯人は3ヶ月後に逮捕されたものの、捜査当局からの釈明や謝罪は一切無かった。

### 犯人逮捕・裁判
2006年4月22日午前4時40分頃、ソウル市永登浦区新吉洞に何者かが侵入し住民の24歳男性が負傷しながらも抵抗、犯人が逃亡後に一帯に非常線が張られ午前7時30分に犯人のチョン・ナムギュが逮捕された。
チョンは翌2007年に死刑判決が確定したが、2009年に獄中で自殺している。